# Крезансе-сюр-Шер
Крезансе́-сюр-Шер (фр. Crézançay-sur-Cher) — коммуна во Франции, находится в регионе Центр. Департамент — Шер. Входит в состав кантона Шатонёф-сюр-Шер. Округ коммуны — Сент-Аман-Монтрон.
Код INSEE коммуны — 18078.

## География

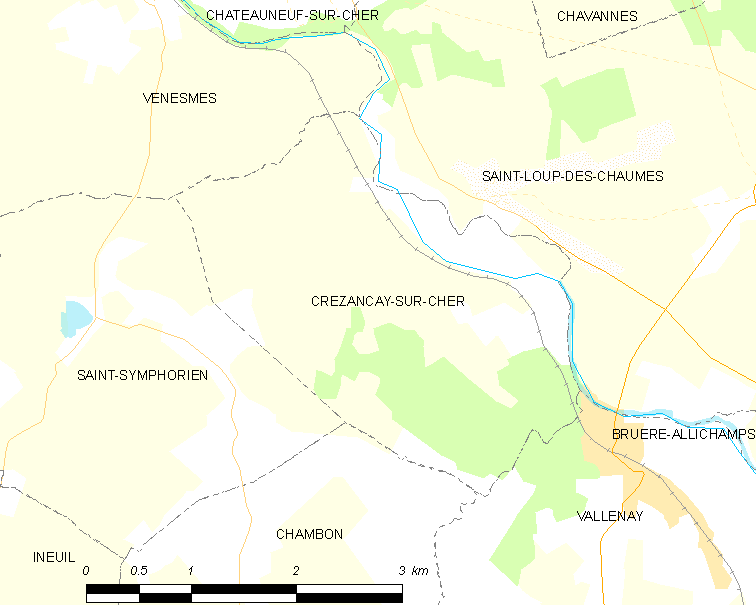
Карта коммуны

Коммуна расположена приблизительно в 230 км к югу от Парижа, в 130 км южнее Орлеана, в 31 км к югу от Буржа.
По территории коммуны протекает река Шер.

## Население
Население коммуны на 2008 год составляло 65 человек.
| 1962 | 1968 | 1975 | 1982 | 1990 | 1999 | 2006 |
| ---- | ---- | ---- | ---- | ---- | ---- | ---- |
| 92   | 100  | 89   | 73   | 61   | 56   | 65   |

## Администрация
| Период | Период | Фамилия      | Партия | Примечания |
| ------ | ------ | ------------ | ------ | ---------- |
|        | 2001   | Реймон Ришар |        |            |
| 2001   | 2014   | Рене Марье   |        |            |

## Экономика
Основу экономики составляют лесное и сельское хозяйство.
В 2007 году среди 33 человек в трудоспособном возрасте (15-64 лет) 23 были экономически активными, 10 — неактивными (показатель активности — 69,7 %, в 1999 году было 44,1 %). Из 23 активных работали 21 человек (11 мужчин и 10 женщин), безработных было 2 (2 мужчин и 0 женщин). Среди 10 неактивных 0 человек были учениками или студентами, 7 — пенсионерами, 3 были неактивными по другим причинам.

## Достопримечательности
- Церковь Сен-Жерве-э-Сен-Проте (XVIII век)
  - Картина «Посещение Богородицей святой Елизаветы, Благовещение» (XVII век). Картина представляет собой левую часть триптиха, две другие части утеряны. Размеры — 162×85 см, дерево, масло. Исторический памятник с 1904 года[3]